# Efeito de pele não-hermitiano
O efeito de pele não-hermitiano é a extrema sensibilidade às condições de contorno em sistemas não-hermitianos. O efeito surge numa apertada não-recíproca estrutura de ligação com extremidades abertas de um isolador topológico não-Hermitiana. Um efeito de pele não-hermitiano está intimamente relacionado à quebra da correspondência usual entre limites a granel.
Em estados localizados nas fronteiras e desviados das ondas estendidas de Bloch, o efeito da pele  é proveniente de amplitudes de tunelamento assimétricas que criam efetivamente um campo imaginário de medida.